# Louis de Partouneaux
Pour les articles homonymes, voir Partouneaux.
Louis, premier comte de Partouneaux, né le 26 septembre 1770 à Romilly-sur-Seine et mort le 14 janvier 1835 à Menton, alors territoire monégasque, est un général français de la Révolution et de l’Empire.

## Biographie

### Débuts de carrière: du grenadier à l'adjudant-général

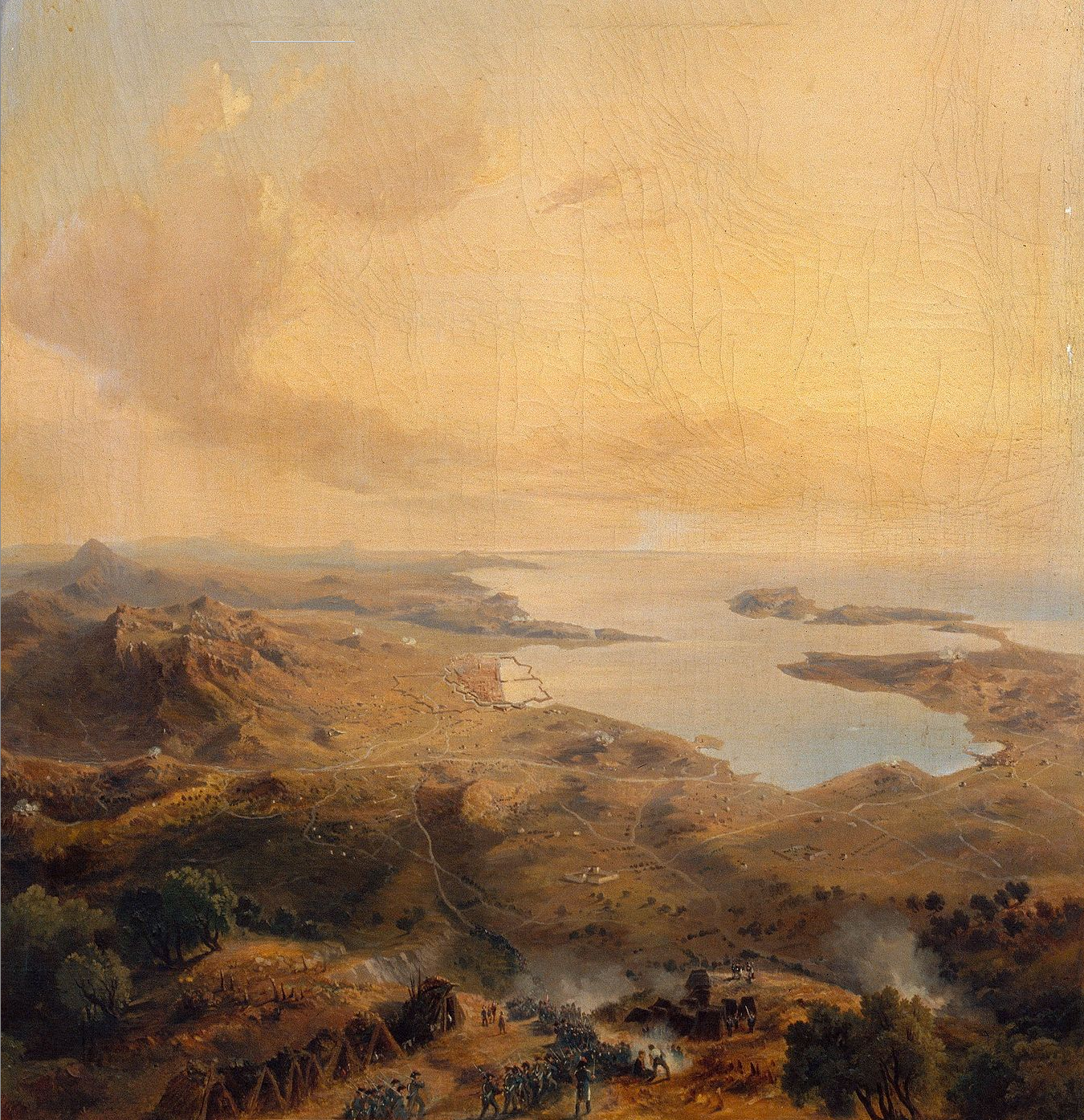
Le siège de Toulon, par Jean-Antoine-Siméon Fort. Au cours des opérations, Partouneaux est blessé d'un coup de feu alors qu'il participe à l'attaque d'une redoute.

Il entre au service comme grenadier volontaire au 1er bataillon de Paris le 13 juillet 1791. Le 12 janvier 1792 il passe sous-lieutenant au 50e régiment d'infanterie, ci-devant Hainaut, où il est nommé lieutenant le 11 septembre suivant. Il fait, aux armées du Nord et d'Italie les campagnes de 1792, sous les ordres des généraux Anselme, Rochambeau et Biron, et se distingue par sa bravoure en plusieurs circonstances. Promu au grade de capitaine le 15 avril 1793, il contribue avec un détachement du 50e, au succès du combat de Sospello et à la déroute des Piémontais à Utelle et à Levenzo le 8 septembre de la même année. Depuis cette époque jusqu'en l'an VII, il continue de servir à l'armée d'Italie sous les ordres des généraux Dumerbion, Dugommier, Napoléon Bonaparte, Schérer, Moreau et Joubert. 
Il prend une part distinguée aux combats de Gilette les 27 et 28 vendémiaire an II (18 et 19 octobre 1793). Le 1er brumaire (22 octobre 1793) suivant, à la tête de ses éclaireurs, il chasse plusieurs milliers de soldats et de paysans piémontais qui s'étaient emparés des hauteurs qui dominent Utelle. Sa conduite le 4 frimaire (24 novembre 1793) aux combats de Castel-Genest et de Brec, lui mérite les éloges les plus flatteurs de la part du général Masséna, sous les ordres duquel il se trouve alors. Appelé au commandement de l'armée du siège de Toulon, le général Dugommier, qui a su apprécier les qualités militaires du capitaine Partouneaux, le choisit pour être l'un des six officiers qu'il emmène avec lui. Le 25 frimaire (15 décembre 1793), à l'attaque de vive force des ouvrages qui défendent la place, il monte le second à l'assaut, est grièvement blessé d'un coup de feu qui lui brise le genou droit, dans les retranchements de la redoute britannique dont la prise décide la reddition de Toulon. Sa brillante conduite dans cette journée lui vaut le grade d'adjudant-général chef de bataillon qu'il reçoit sur le champ de bataille, et dans lequel le confirment les représentants du peuple par arrêté du 30 du même mois (20 décembre).
Longtemps malade par suite de cette blessure dont il reste estropié, il est employé sur les côtes et accède au grade d'adjudant-général chef de brigade le 19 fructidor an III (5 septembre 1795). Toujours retenu par sa blessure, mais fatigué de ne prendre qu'une part passive aux grands succès du général Bonaparte, il demande et obtient d'aller rejoindre l'armée d'Italie, où le général en chef l'emploie comme chef d'état-major de la division Rey. Il se fait remarquer par ses talents et sa valeur au combat de la Corona et à la bataille de Rivoli, les 25 et 26 frimaire an V (15 et 16 décembre 1795). Il sait conquérir l'estime et l'amitié du général Joubert par les services importants qu'il rend pendant la campagne du Tyrol et la marche de l'armée sur la Carinthie. Le traité de Campo-Formio ayant mis fin aux hostilités, il est chargé de plusieurs missions auprès de la cour de Rome et du gouvernement de Venise, et partout il sait se concilier l'estime et l'affection des autorités et des habitants.

### Sous le Consulat
La guerre ayant de nouveau éclaté entre la France et l'Autriche, le Directoire le rappelle à l'état-major général de l'armée d'Italie, et à la suite des affaires des 6 et 10 germinal an VII (26 et 30 mars 1799) et , à Bussolengo et sous Vérone. Il reçoit le grade de général de brigade par arrêté du Directoire du 4 floréal suivant (23 avril 1799) et une lettre de félicitations du ministre de la guerre. Il se distingue encore par sa bravoure pendant toute la retraite de l'armée d'Italie, et particulièrement aux combats de Vérone et d'Alexandrie. Le 28 thermidor (15 août 1799), à la bataille de Novi, Kray et Bellegarde, qui forment la droite de l'armée austro-russe, sont repoussés par les troupes du général Pérignon qui commande la gauche de l'armée française ; la cavalerie du général Richepanse et l'infanterie de réserve aux ordres du général Partouneaux complètent leur défaite sur ce point. Pour réparer les échecs éprouvés par l'armée impériale, Souvorov ordonne une attaque générale sur le front de Pérignon, que Bellegarde cherche à tourner. La colonne chargée de l'attaque est dirigée par le général Ott. Le général Lemerin la repousse, et Partouneaux jeté sur son flanc, la ramène en désordre au bas de la colline ; mais ce général, emporté par son ardeur, s'est trop aventuré dans cette circonstance, reçoit un coup de biscaïen dans les reins et tombe au pouvoir de l'ennemi ; il reste en captivité jusqu'au mois de brumaire an IX (novembre 1800), époque à laquelle son échange a lieu contre Anton von Zach, général major de l'armée autrichienne. Le 29 frimaire suivant (20 décembre 1800), le Premier consul lui confie le commandement d'Ehrenbreitstein et le charge de la démolition de cette forteresse.
Mis en disponibilité le 1er floréal (21 avril 1801) de la même année, et employé dans la 19e division militaire comme commandant auxiliaire de la garde du Premier consul à Lyon, le 18 vendémiaire an X (10 octobre 1801), il passe le 26 pluviôse suivant (15 février 1802) dans la 8e division militaire, où il prend le commandement du département des Alpes-Maritimes. Nommé général de division le 9 fructidor an XI (27 août 1803), il se trouve placé le 12 du même mois (30 août), à la tête d'une division du camp de Compiègne, devenu camp de Montreuil, sous les ordres de Ney. Fait chevalier de la Légion d'honneur le 19 frimaire an XII (11 décembre 1803), et commandeur de l'Ordre le 25 prairial suivant (14 juin 1804), l'Empereur le nomme électeur du département des Alpes-Maritimes en conformité des dispositions du statut organique des constitutions de l'Empire du 28 floréal même année (18 mai 1804).

### Général de l'Empire

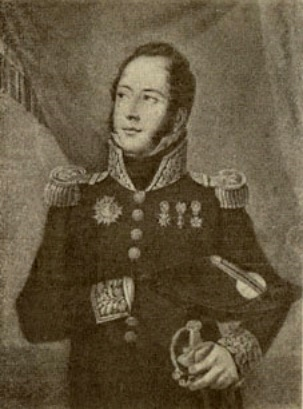
Louis Partouneaux en tenue de général d'Empire.

Mis en disponibilité le 31 octobre 1804 (9 brumaire de l'an XIII), puis en non-activité le 2 mars 1805 (11 ventôse de l'an XIII), il prend le commandement d'une division de grenadiers à l'armée d'Italie commandée par le maréchal Masséna, le 24 septembre 1805 (2 vendémiaire de l'an XIV). À la tête de cette troupe d'élite, il culbute l'ennemi le 29 octobre (7 brumaire de l'an XIV), au combat de San Michele. Le lendemain 30 octobre, à la bataille de Caldiero, il forme la réserve avec ses grenadiers. Vers les quatre heures du soir, les Autrichiens ont fait avancer la leur, composée de 24 bataillons de grenadiers soutenus par cinq régiments de cavalerie. Le maréchal Masséna fait également porter en avant la division Partouneaux forte de 11 bataillons. La cavalerie française culbute celle des Autrichiens, et les grenadiers de Partouneaux, chargeant à la baïonnette, décident de la victoire. Il donne de nouvelles preuves de courage au combat et au passage du Tagliamento, le 13 novembre, et enfin au passage de l'Isonzo le 15 novembre.
Le roi de Naples ayant violé le traité du jour complémentaire an XIV (du 21 janvier 1806), reçoit dans ses ports les Britanniques et les Russes avec lesquels il s'allie contre la France. Napoléon Ier ordonne aussitôt au maréchal Masséna de s'avancer sur le territoire napolitain à la tête des troupes dont il a le commandement. Le général Partouneaux suit le mouvement de cette armée, qui prend le nom d'armée de Naples au mois de février 1806. Il s'empare de Capoue, sans beaucoup de résistance, et entre dans Naples avec la division Duhesme le 13 du même mois. Joseph Bonaparte ayant été proclamé roi de Naples le 30 mars, nomme grand dignitaire de l'ordre des Deux-Siciles le 19 mai suivant le général Partouneaux qui est alors chargé du gouvernement de la ville de Naples, de ses forts et de son golfe. Ce général commande ensuite successivement les provinces des Abruzzes, de la Pouille et des Calabres.
Vers la fin du mois de juin 1809, les Britanno-Siciliens viennent longer les côtes de Calabre, cherchant un point favorable pour le débarquement et épient les signaux convenus avec les mécontents de l'intérieur, mais le général Partouneaux a pris des mesures si sévères et si bien concertées que personne n'ose remuer. Quelques débarquements partiels qui ont lieu sur différents points furent vigoureusement repoussés par les postes français. À la fin du même mois, le général britannique Stuart est informé que quelques démonstrations faites par ses ordres dans le golfe de Policastro, ont attiré sur ce point le général Partouneaux avec une grande partie de ses troupes. Stuart se décide donc à tenter un nouveau débarquement aux environs de Scilla. Les troupes ennemies abordent sans résistance, et déjà elles se préparent à attaquer le fort de Scilla, lorsque le général Partouneaux accourt à marches forcées pour s'opposer à cette entreprise. Les Britanno-Siciliens en le voyant arriver se rembarquent précipitamment, abandonnant sur le rivage leur artillerie de siège, leurs munitions, leurs bagages, leurs vivres, etc. Obligé de porter ses troupes loin de Scilla, à l'époque où le roi de Naples veut tenter la conquête de la Sicile, il fait sauter cette forteresse dont les Britanniques auraient pu s'emparer en son absence. Il commande l'année suivante, en Calabre, la division de l'armée qui menace la Sicile, et a à soutenir fréquemment des combats fort honorables.

### Sur les rives de la Bérézina

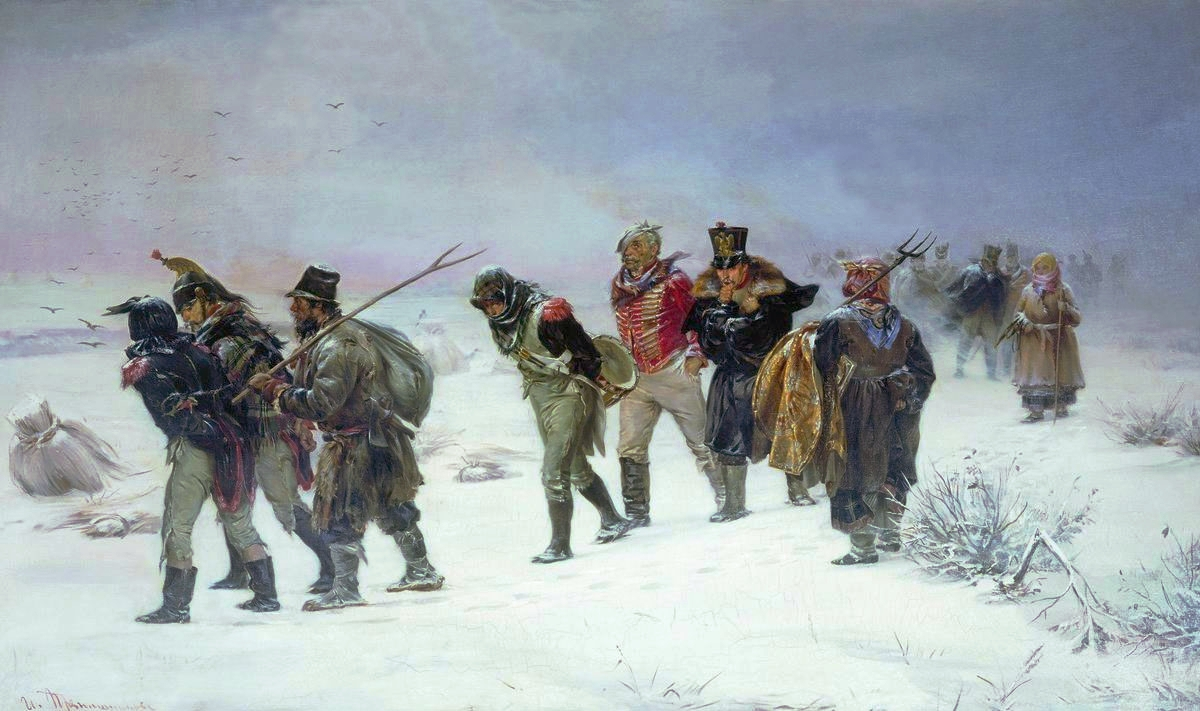
Lors de la retraite de Russie, la division Partouneaux sert un temps comme arrière-garde de l'armée. Ici, la retraite vue par le peintre Illarion Prianichnikov.

Disponible le 19 juillet 1811, et désigné le 23 janvier 1812 pour être employé au camp de Boulogne, il prend le commandement de la 12e division d'infanterie du 9e corps de la Grande Armée le 23 février suivant, et fait partie de l'expédition de Russie. Ce corps d'armée arrive à Smolensk dans les premiers jours de septembre, et prend ses cantonnements depuis cette ville jusqu'à Orsha.
Pendant la retraite de Moscou, il reçoit le 26 novembre, l'ordre du maréchal Victor de faire avec sa division l'extrême arrière-garde de l'armée, ce qu'il exécute jusqu'à Borissov. Les instructions données au général Partouneaux lui enjoignent de faire évacuer Borissov par la masse des traîneurs et des bagages qui l'obstruent, d'observer les mouvements du général russe Tchitchagov, qui est en position sur la rive droite de la Bérésina, ainsi que ceux des généraux Wittgenstein et Platov qui suivent l'armée ; enfin, de se conformer avec sa division au mouvement général de retraite. Le 27 novembre dans la matinée, le général Delaitre, laissé à Borissov avec deux régiments de cavalerie légère pour se joindre à la 12e division d'infanterie et former avec elle l'arrière-garde de toute l'armée, est prévenu d'une tentative que paraissent vouloir faire sur la ville les troupes ennemies qui occupent la redoute située au-delà du pont brûlé sur la route de Minsk. Il prend aussitôt des mesures pour repousser l'attaque qui peut être faite, et donne avis au général Partouneaux de ce qui se passe. Ayant ainsi pourvu à l'exécution des ordres qu'il a reçus, le général Partouneaux se dispose à faire opérer le mouvement de retraite des brigades Billard et Blanmont sous la protection de celle du général Camus, qui forme ainsi l'arrière-garde, lorsque arrive le colonel d'Ambrugeac, attaché à l'état-major général de l'armée, qui lui apporte l'ordre du prince de Neuchâtel, de prendre position à Borissov et d'y passer la nuit.
Le général Partouneaux donne ses ordres en conséquence lorsqu'il entend le canon résonner sur la route qui le sépare de la Grande Armée, et voit refluer sur lui la colonne immense des bagages et des traîneurs. Il se transporte sur la route de Smolensk pour donner des ordres aux troupes qu'il y a laissées ; mais quelle est sa surprise en revenant à Borissov d'y trouver les Russes de l'amiral Pavel Tchitchagov au lieu de la brigade du général Camus. Il faut livrer un rude combat.

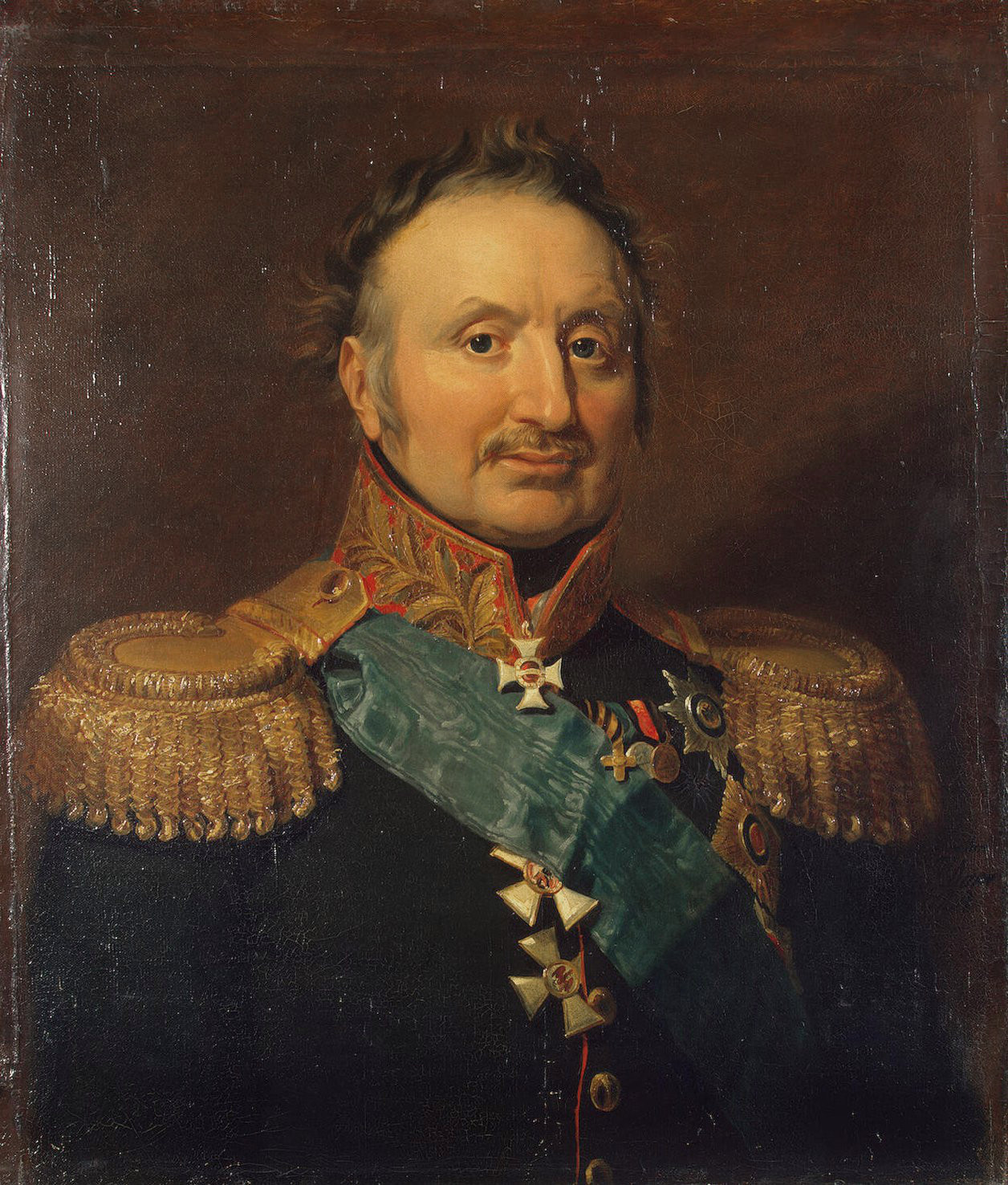
Le général russe Pierre Wittgenstein, par George Dawe. Disposant d'effectifs largement supérieurs aux Français, il contraint la division Partouneaux à la reddition.

Il fait nuit, la division française est pressée, encombrée par de nombreux bagages accumulés et par une masse considérable de traîneurs sans armes et démoralisés ; l'ennemi, avec des forces bien supérieures, l'enveloppe de toutes parts. Sur ces entrefaites, arrive un parlementaire qui, après avoir éclairé le général Partouneaux sur sa véritable position, le somme de se rendre au nom du général Wittgenstein. Les troupes du général Wittgenstein couronnent toutes les hauteurs de la droite des Français ; celles de Platov et celles de Pavel Tchitchagov, qui ont passé la Bérésina aussitôt que Borissov a été évacué, les resserrent sur leur gauche et sur leur derrière, et le comte Fabian Steinheil, avec 18 000 hommes et 60 pièces de canon, est établi sur la route entre eux et le reste de l'armée, dont huit verstes les séparent encore. Dans ce moment arrive le capitaine Rocheix, aide-de-camp du général Camus, qui annonce que le pont de Studzianka est en feu. Le général Partouneaux envoie alors au général Camus l'ordre de chercher, à la faveur de la nuit, à passer la Bérésina, soit en la remontant, soit en la descendant à gué ou à la nage, et il le fait prévenir qu'il va se diriger sur la droite.
À la tête de la brigade Billard, le général Partouneaux gravit la montagne, où bientôt il rencontre l'ennemi. Après avoir erré plusieurs heures dans l'obscurité, à travers des bois, des marais et des lacs, cette brigade, qui ne compte plus que 400 combattants, suivie, harcelée par les cosaques, enveloppée par l'ennemi, exténuée de faim, de fatigue et de froid, et près d'être engloutie par un lac à peine gelé que la neige et la nuit dérobent à tous les regards, se voit obligée de déposer les armes, après avoir fait tout ce qui est humainement possible pour obtenir un résultat plus heureux ; les deux autres brigades, après avoir passé la nuit à combattre, durent partager le sort de celle du général Billard. Témoin du désespoir qu'il ne peut maîtriser quand cette fatale erreur fut reconnue, le général Wittgenstein lui demande ce qu'il a pu attendre d'une résistance plus prolongée. « Nous aurions été nous faire tuer plus loin » répondit Partouneaux. L'attitude et les efforts du général Partouneaux, dans cette circonstance, n'offre rien que d'honorable pour la gloire des armes françaises.
Le 29e Bulletin de la Grande Armée rend compte de cette affaire dans les termes suivants :

« La division Partouneaux partit la nuit de Borissov. Une brigade de cette division, qui formait l'arrière-garde et qui était chargée de brûler les ponts, partit à sept heures du soir ; elle chercha la première brigade et son chef de division qui étaient partis deux heures avant, et qu'elle n'avait pas rencontrés en route. Ses recherches furent vaines. On conçut alors des inquiétudes : tout ce qu'on a pu connaître, c'est que cette première brigade, partie à cinq heures, s'est égarée à six, a pris à droite au lieu de prendre à gauche, et a fait deux ou trois lieues dans cette direction ; que la nuit, et transie de froid, elle s'est ralliée aux feux de l'ennemi, qu'elle a pris pour ceux de l'armée française : entourée ainsi, elle aura été enlevée. Cette cruelle méprise doit nous avoir fait perdre 2 000 hommes d'infanterie, 300 chevaux et trois pièces d'artillerie. Des bruits couraient que le général de division n'était pas avec sa colonne et marchait isolément. »

À la lecture de ce bulletin, on s'aperçoit facilement que l'Empereur ignore les obstacles que la division Partouneaux a rencontrés, les combats qu'elle a soutenus, les pertes qu'elle a éprouvées et ses longs efforts pour s'ouvrir un passage. Mieux informé, Napoléon ne tarde pas à rendre justice au général. Rentré de captivité au mois de juillet 1814, celui-ci demeure en non-activité et est nommé chevalier de Saint-Louis le 13 août de cette année, et grand officier de la Légion d'honneur le 23 du même mois.

### Les Cent-Jours
Profondément affligé des inculpations contenues dans le 29e Bulletin, et dont il n'a connaissance qu'à sa rentrée en France, il réclame vivement auprès des différents ministres de la Guerre qui se succèdent à cette époque, et leur adresse une relation de ce qui s'est passé à la journée de Borissov. Le maréchal Soult l'ayant autorisé le 6 février 1815 à donner à son Mémoire toute la publicité qu'il juge convenable, il s'occupe de recueillir les matériaux et les documents nécessaires pour rédiger un exposé plus complet de sa conduite à l'affaire du 27 novembre 1812, lorsque Napoléon Ier revient de l'île d'Elbe. À peine la nouvelle de cet événement est-elle parvenue à Paris, que par une lettre du 5 mars, le ministre de la Guerre ordonne au général Partouneaux de partir sur-le-champ en poste pour se rendre à Lyon, auprès du comte d'Artois qui doit lui donner de nouveaux ordres. Malgré les injonctions qui lui sont adressées à plusieurs reprises par le gouvernement impérial, Partouneaux ne veut accepter aucune fonction, et il adresse une lettre à l'Empereur lui-même :
« Je n'abandonnerai point un prince malheureux qui n'a à opposer au torrent qu'entraînent et la fortune et le nom de votre Majesté, que des droits et des vertus. Votre Majesté a été bien injuste envers moi dans son 29e Bulletin. J'avais fait mon devoir, j'avais fait tout ce qu'on pouvait attendre d'un homme d'honneur dans la situation affreuse où je me suis trouvé, et Votre Majesté me frappe d'un coup de massue !
Ceux qui ignorent les ordres que j'avais reçus, ce que j'avais fait, et les obstacles que j'avais rencontrés, m'accusaient, me trouvaient des torts ; les braves qui me connaissaient ne pouvaient m'en supposer, mais ils craignaient pour moi. Je ne me plaignis alors que de l'extrême injustice de Votre Majesté. Chaque jour je suis encore dans la cruelle nécessité d'expliquer cette malheureuse affaire. Humilié, accablé par ce coup, je recueillis des pièces officielles, et je composai une adresse à l'armée. On imprime en ce moment ces pièces à Paris, à moins que mes amis ne soient empêchés de le faire par le retour de Votre Majesté ; quant à moi, je suis sans inquiétude, car ce que j'ai de plus cher, c'est l'honneur ! […] »
La franchise avec laquelle le général s'est exprimé dans cette lettre, ainsi que son refus constant de prendre du service, n'empêchent pourtant point l'Empereur de se montrer bienveillant envers lui. Napoléon accorde spontanément à ses fils, dans le lycée de Marseille, les trois places gratuites que les événements de 1814 leur ont fait perdre à celui de Turin. Cependant le 15 juin, le maréchal prince d'Eckmühl, alors ministre de la Guerre, écrit au comte Partouneaux : « général, vous voudrez bien, au reçu de la présente, partir pour vous rendre à Paris et recevoir une destination. Si vous ne vous conformiez pas à cet ordre, je serai dans la nécessité de demander votre destitution ou votre mise en jugement ». Le Journal de l'Empire le cite nominativement comme l'un des lieutenants-généraux au nombre de quatre auxquels des commandements de corps d'armée étaient destinés. La bataille de Waterloo met obstacle aux fâcheuses conséquences que peut avoir pour le général Partouneaux un nouveau refus de sa part.

### Au service du roi
Au second retour des Bourbons, des désordres ont lieu dans le Midi de la France. Dans ces circonstances, le gouvernement royal, par décision du 21 juillet, confie au général Partouneaux le commandement de la 8e division militaire. Après avoir fait reconnaître son autorité à Marseille, cet officier général se rend à Toulon où le nouveau gouvernement est toujours méconnu. En route il apprend que le maréchal Brune vient de quitter Toulon avec une escorte de 60 à 80 chasseurs à cheval du 14e régiment, et que des attroupements considérables se mettent en mouvement pour s'emparer de sa personne. Arrivé à Toulon, Partouneaux essaye d'abord inutilement de déterminer la garnison à se soumettre, mais il ne se décourage pas. À cette époque la France est envahie, et plusieurs des places fortes françaises se trouvent au pouvoir des ennemis. La Provence est occupée par 50 000 Autrichiens ou Britanniques qui veulent s'emparer de Toulon et d'Antibes ; mais ces places, quoiqu'elles aient arboré le drapeau blanc, n'ouvrent pas leurs portes aux Alliés, et d'après les instructions qu'il a reçues, le commandant de la 8e division militaire les maintient sur un pied de défense respectable. Le 25 septembre il adresse de son quartier général de Marseille la proclamation suivante, qui est affichée sur tous les murs de la ville. Cette pièce officielle, où se révèlent les sentiments qui animent le général Partouneaux, est dénoncée le 27 du même mois au ministre de l'Intérieur par le secrétaire général de la préfecture des Bouches-du-Rhône, comme ayant déplu aux Alliés et fait de la peine à lord Exmouth. Le comte de Vatiblanc adresse le 6 octobre une copie de la dénonciation au duc de Feltre, qui lui répond le 8, qu'il va proposer au roi de retirer cet officier général de la 8e division et de le faire passer à un autre commandement. Cependant, les prétentions des généraux ennemis ont donné lieu à une abondante correspondance. Partouneaux écrit ainsi à l'adresse de ses adversaires : « si vos troupes s'approchent trop près des glacis de ces deux places (Toulon et Antibes), j'ai donné l'ordre de faire feu sur elles. Un coup de tocsin, et toute la Provence se lèverait comme un seul homme ».

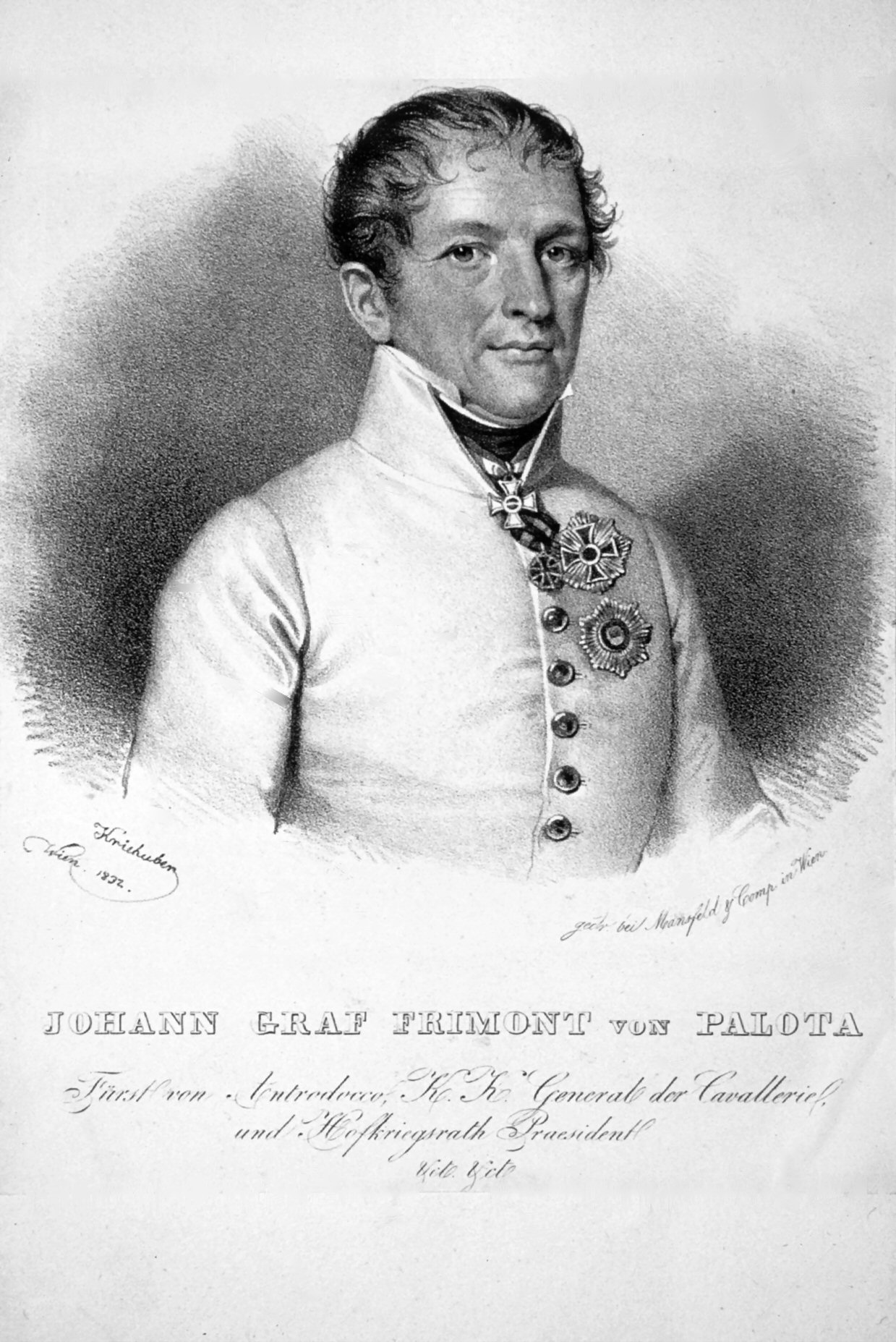
Le général Johann Maria Philipp Frimont, commandant en chef l'armée autrichienne d'occupation en France. Ses prétentions sur les forteresses de Toulon et d'Antibes se heurtent à l'attitude de Partouneaux qui refuse de les lui céder sans ordre explicite de la part du roi. Lithographie de Josef Kriehuber, 1832.

Le 2 octobre, il donne ses instructions au général Lardenois, commandant de Toulon, pour maintenir l'ordre et surtout pour conserver cette place. Le même jour, le général Frimont, commandant en chef les troupes autrichiennes, adresse au comte Partouneaux une lettre datée de son quartier général de Lyon.
À la réception de cette lettre, le général Partouneaux adresse une réponse au général Frimont le 6 octobre.
Le même jour, il écrit au ministre de la Guerre : « les Autrichiens veulent absolument occuper Antibes. Mes instructions m'enjoignent positivement de conserver cette place au roi : veuillez me donner vos ordres ; je m'empresserai de les exécuter. Votre Excellence observera qu'ils vont cerner Toulon, et que s'ils veulent franchir les avant-postes de cette place, les hostilités vont commencer. Vu les circonstances, je ne puis expédier des troupes en Corse jusqu'à la réception de nouveaux ordres de Votre Excellence ». Pendant que cela se passe, le duc de Feltre, ainsi qu'il l'a promis au ministre de l'Intérieur, a soumis au roi un rapport à la suite duquel une ordonnance du 12 octobre envoie le général Partouneaux prendre le commandement de la 10e division militaire, et le remplace dans celui de la 8e par un officier général dont les actes doivent moins déplaire aux généraux alliés.
Lorsqu'en 1816 des troubles sérieux agitent Toulouse, on doit à la conduite et à la patiente modération du général Partouneaux de n'avoir point à déplorer une collision imminente. Confirmé le 20 novembre de cette année dans le titre de comte de l'Empire qui lui a été précédemment conféré par l'Empereur, il est compris dans le cadre d'organisation de l'état-major général le 30 décembre 1818, et est maintenu dans son commandement. Appelé le 6 décembre 1820 au commandement de la 1re division d'infanterie de la Garde royale, il est nommé grand-croix de la Légion d'honneur en août 1823, et commandeur de l'ordre de Saint-Louis le 1er mai 1824.
Élu député en octobre 1821, en mars 1824 et de nouveau en novembre 1827, il vient siéger à la Chambre aux travaux de laquelle il prend une part assidue. Le 29 octobre 1828, il est créé grand-croix de l'ordre royal et militaire de Saint-Louis. Frappé d'apoplexie quelque temps après, il demande et obtient de permuter avec le lieutenant-général comte Ricard, commandant la 8e division militaire, et reçoit ce dernier commandement par ordonnance du 1er janvier 1829. C'est sous sa direction qu'ont lieu les premiers préparatifs de l'expédition d'Afrique, qui vient ajouter à l'importance de son commandement.
Ce n'est que le dimanche 1er août 1830, à l'arrivée du courrier, qu'on a connaissance à Marseille des premiers mouvements de Paris. Le général, craignant que le mauvais état de sa santé ne lui permette pas de soutenir les nouvelles fatigues que les circonstances exigeraient, demande le 2 au matin, par le télégraphe, d'être remplacé dans son commandement. Cependant, plusieurs jours se passent sans qu'il ait été donné suite à sa demande et, lorsque le 5 août, le drapeau tricolore a été arboré sur les forts de Marseille, il fait publier une proclamation
Le même jour, comme les chefs des différents services publics manifestent l'intention d'abandonner leur poste, il fait afficher dans tous les quartiers de la ville la note suivante : « mon opinion est que, dans les circonstances graves qui pèsent sur notre pays, après les scènes sanglantes qui ont eu lieu, on ne peut abandonner précipitamment son poste avant d'avoir été remplacé, parce que, s'il en était autrement, ce serait livrer la France à toutes les horreurs du désordre et de l'anarchie, et que nous nous devons avant tout à sa gloire et à ses intérêts.
Quand ensuite les postes qu'on occupe auront été remplis, chacun de nous restera libre de faire ce que sa conscience lui dictera… ». Une dépêche télégraphique du 8 août, parvenue à Marseille dans la soirée du 7, fait enfin connaître au général Partouneaux qu'il est remplacé dans son commandement par le lieutenant-général André-Philippe Corsin, qui entre en fonctions le 9. Dès ce moment, le comte Partouneaux vit éloigné des affaires publiques. Compris dans le cadre de réserve de l'état-major général de l'armée le 7 février 1831, il est admis à faire valoir ses droits à la retraite par décision royale du 25 avril 1832, à compter du 1er mai suivant. Le général Partouneaux est depuis un mois à Menton — alors principauté de Monaco, lorsque le 14 janvier 1835, il meurt d'une attaque d'apoplexie. Son nom est inscrit sur l'arc de triomphe de l'Étoile, côté Sud.

## Généalogie
- Marc Partouneaux (°1735-?), marié à Geneviève Fonvieille (°1737-?) ;
  - Henriette Partouneaux (1759-1816), marié à Philippe Guesviller (1753-1820) ;
  - Louis de Partouneaux (1770-1835), général, comte d'Empire, épouse en 1798 Louise de Bréa (1780-1874), dont :
    - François Maurice Emmanuel de Partouneaux (1798-1865), général ;
    -  Antoine Joseph Adolphe de Partouneaux (1801-1855), homme de lettres, sous-préfet de Tonnerre, député du Var (1852-1855), marié vers 1830 avec Marie Thérèse Élisabeth Pretti de Saint-Ambroise (1811-1904) ;
      - Paul Horace Michel de Partouneaux (1837-1897), marié à Adèle Louise Douault ;
        - Paul Louis Emmanuel de Partouneaux (1871-1947), général ;
        - Jeanne Antoinette Eugénie de Partouneaux (1881-1965) ;

      - Jean Baptiste Gustave de Partouneaux (1844-1912), marié à Marguerite Jacquelin du Buisson (1849-1928) ;
        - Jean Baptiste Paulin de Partouneaux (1874- ) ;
        - Théophile Antoine Louis Maurice de Partouneaux (1878- ) ;

    - Jean-Baptiste Auguste de Partouneaux (1803-1885), inspecteur au ministère des Finances, épouse en 1835 la fille du maire de Menton, Sylvie Marie Louise de Monléon (1814-1888). Il fait construire à Menton, vers 1840, le château Marly ou château Partouneaux où il s'installe comme exploitant agricole[25] ;
      - Gaston Gérôme de Partouneaux (1841-1883), Capitaine des Hussards.